# 蘇蒂岩
65°14′S 65°9′W / 65.233°S 65.150°W
蘇蒂岩（英語：Sooty Rock）是南極洲的岩石，是威廉群島的一部分，處於盧穆斯岩東南面7公里，在1934年至1937年由英國的探險隊發現，最初被稱為布萊克礁。